# Cybocephalus gomyi
Cybocephalus gomyi is een keversoort uit de familie Cybocephalidae. De wetenschappelijke naam van de soort is voor het eerst geldig gepubliceerd in 1982 door Endrödy-Younga.